# Húsavík (gmina)
Húsavík (far. Húsavíkar kommuna) – gmina na Wyspach Owczych, duńskim terytorium zależnym, położonym na Oceanie Atlantyckim. Graniczy z dwiema innymi gminami: Sands i Skálavíkar kommuna. Siedzibą jej władz jest Húsavík.
Gmina Húsavík położona jest w południowej części wyspy Sandoy. Zajmuje 26 km².
Według danych na 1 stycznia 2014 roku zamieszkuje ją 119 osób.

## Historia
Tereny gminy od 1872 roku wchodziły w skład Sandoyar Prestagjalds kommuna, która zaczęła się rozpadać w 1910 roku. W 1930 wydzieliła się z niej gmina Húsavík, która w niezmienionym stanie istnieje do dziś.

## Populacja
Liczba ludności w gminie Húsavík wynosi obecnie 119. Współczynnik feminizacji jest jednym z najwyższych na Wyspach Owczych i wynosi ponad 105 (61 kobiet przypada na 58 mężczyzn). Społeczeństwo Húsavíkar kommuna starzeje się, a największymi grupami w populacji są ludzie między 61 a 70 rokiem życia (21,85%) oraz między 71 a 80 (14,29%). Łącznie osoby po "sześćdziesiątce" stanowią łącznie ponad 42% społeczeństwa.
Najstarsze ogólnodostępne dane dotyczące liczby ludności w gminie Húsavík pochodzą z roku 1960, kiedy jej populacja wynosiła 201 osób. Od tamtej pory do około roku 1970 utrzymywała się tendencja spadkowa, jednak w latach 70. ponownie liczba mieszkańców zaczęła się powiększać i w 1983 roku mieszkało ich tam 194. Później jednak nastąpił jej spadek, szczególnie widoczny po roku 1995. Główną przyczyną tego stanu rzeczy była wysoka emigracja młodych ludzi podczas kryzysu gospodarczego, jaki w połowie lat 90. dotknął Wyspy Owcze.

## Polityka
Burmistrzem gminy Húsavík jest Jákup Martin Sørensen z Partii Ludowej. Prócz przedstawicieli Fólkaflokkurin w pięcioosobowej radzie gminy zasiadają także dwie osoby z Partii Unii. Ostatnie wybory samorządowe na Wyspach Owczych odbyły się w 2012 roku, a ich wyniki przedstawiały się następująco:
| Lista | Nazwa partii                    | Głosy | Procent | Mandaty | Mandaty |
| ----- | ------------------------------- | ----- | ------- | ------- | ------- |
| A     | Partia Ludowa (Fólkaflokkurin)  | 54    | 60,00   | 3       | 0       |
| B     | Partia Unii (Sambandsflokkurin) | 36    | 40,00   | 2       | 0       |
|       | Suma                            | 94    | 100     | 5       | 0       |

| Lista A        | Lista A                   | Lista A        | Lista B           | Lista B                 | Lista B           |
| Fólkaflokkurin | Fólkaflokkurin            | Fólkaflokkurin | Sambandsflokkurin | Sambandsflokkurin       | Sambandsflokkurin |
| Nr             | Kandydat                  | Głosy          | Nr                | Kandydat                | Głosy             |
| -------------- | ------------------------- | -------------- | ----------------- | ----------------------- | ----------------- |
| 1.             | Wilhelm Petersen          | 3              | 1.                | Símun Hannus Johannesen | 6                 |
| 2.             | Jákup Martin Sørensen     | 19             | 2.                | Sjúrður Nolsøe          | 13                |
| 3.             | Jonna Jensa Anthoniussen  | 5              | 3.                | Bødvar Hjartvarsson     | 17                |
| 4.             | Gunnvá Magnussen          | 12             |                   |                         |                   |
| 5.             | Eyðvør Jónrit Sólgerð Dam | 15             |                   |                         |                   |
|                | Lista                     | 0              |                   | Lista                   | 0                 |

Frekwencja wyniosła 86,54% (udział wzięło 94 ze 104 uprawnionych do głosowania). Oddano dwa głosy nieważne oraz dwa puste. Pogrubieni zostali obecni członkowie rady Húsavíkar kommuna.

## Miejscowości wchodzące w skład gminy Húsavík
| Miejscowość | Liczba mieszkańców (01.01.2014) | Krótki opis | Zdjęcie    |
| ----------- | ------------------------------- | --- | ---------- |
| Dalur       | 35                              | Nazwa miejscowości w języku farerskim oznacza Dolina. Znajduje się tam kościół zbudowany w 1957 roku, jedyny, który kiedykolwiek istniał na terenie miejscowości. | Dalur.     |
| Húsavík     | 73                              | W centralnej części miejscowości znajduje się Heimi á Gardi, ruiny gospodarstwa z czasów średniowiecznych. Miało ono należeć do właścicielki ziem na Wyspach Owczych i Szetlandach Guðrun Sjúrðardóttir, opisywanej jako szczodra pani lub okrutny tyran dla swoich poddanych. Znajduje się tam także kościół z 1863 roku. | Húsavík.   |
| Skarvanes   | 11                              | Jedna z najstarszych miejscowości na wyspie Sandoy. Znajduje się tam dobrze zachowany, stary młyn wodny. Dawniej w miejscowości kwitło rolnictwo z uwagi na stosunkowo dużą liczbę dni słonecznych w roku, jednak obecnie jest zamieszkana głównie w sezonie letnim.                                                       | Skarvanes. |